# Dorcatoma flavicornis
Dorcatoma flavicornis là một loài bọ cánh cứng thuộc chi Dorcatoma trong họ Ptinidae.